# بورصة ستوكهولم
بورصة ستوكهولم هي بورصة يقع مقرها بمدينة ستوكهولم في السويد. تأسست سنة 1863. هي بورصة أولية لعقود للقيم عقارية في دول الشمال.
استحوذت عليها ناسداك نورديك سنة 1998. وفي سنة 2003، دمج عملياتها مع عمليات مع بورصة هلسنكي [الإنجليزية]. وقبل الشروع في اعتماد النظام الإلكتروني في 1 يونيو 1990، كانت البورصة تستعمل لوح Börshuset.

## وصلات خارجية
- الموقع الرسمي